# Bruce Armstrong
Pour les articles homonymes, voir Armstrong.
(en) Statistiques sur pro-football-reference

Bruce Charles Armstrong, né le 7 septembre 1965 à Miami, est un joueur américain de football américain.
Il a joué entre 1987 et 2000 pour les Patriots de la Nouvelle-Angleterre.